# C. S. 리
C. S. 리(C. S. Lee, 한국명: 이승희, 1971년 12월 30일 ~ )는 미국의 배우, 희극인이다.

## 출연 작품

### 영화
- 랜덤 하트 (1999)
- 스텝포드 와이프 (2004)
- 텐더니스 (2009)
- 언데드 (2009)
- 컴 애즈 유 아 (2019)
- 록스타처럼! (2020)

### 텔레비전
- 이야기 도시 (1998-99)
- 로앤오더: 범죄 전담반 (1998-2003)
- 가이딩 라이트 (2002)
- 에드 (2003)
- 로앤오더: 특수범죄 전담반 (2004-06)
- 애즈 더 월드 턴즈 (2005)
- 소프라노스 (2006)
- 덱스터 (2006-13)
- 척 (2007)
- 더 유닛 (2007)
- 탐정 몽크 (2008)
- 블루 블러드 (2013)
- 크리미널 마인드 (2014)
- 프레시 오프 더 보트 (2015)
- 트루 디텍티브 (2015)
- 패밀리 가이 (2016)
- 파워 (2016)
- 맥가이버 (2017)
- 실리콘 밸리 (2017)
- 리썰 웨폰 (2018)
- 매그넘 P.I. (2018)
- 시카고 메드 (2018-19)
- 올 라이즈 (2020)
- 루키 (2020)
- 포 올 맨카인드 (2022-현재)
- 선 브라더스 (2024)
- 코브라 카이 (2024)

### 비디오 게임
- 그랜드 테프트 오토: 산 안드레아스 (2004)
- 그랜드 테프트 오토: 리버티 시티 스토리즈 (2005)